# Genowefa Misztal
Genowefa Misztal (ur. 5 stycznia 1950 w Męciszowie, zm. 26 marca 2006 w Lublinie) – polska farmaceutka, profesor nauk farmaceutycznych, specjalizująca się w chemii leków i analizie leków.

## Życiorys
W 1968 ukończyła Liceum Ogólnokształcące w Zwoleniu, a następnie podjęła studia na Wydziale Farmaceutycznym Akademii Medycznej w Lublinie, gdzie w 1973 uzyskała dyplom magistra farmacji.
Bezpośrednio po studiach podjęła pracę w Zakładzie Analizy Leków w Lublinie (obecnie Katedra i Zakład Chemii Leków), z którym związane było całe jej dalsze życie naukowe. Pracowała tam na stanowisku asystenta naukowo-technicznego (1973), asystenta (1975), starszego asystenta (1976), adiunkta (1981), profesora nadzwyczajnego (1996) oraz profesora zwyczajnego (od 2001 do śmierci).
W 1981 obroniła dysertację doktorską Reakcje uracylu i jego tiopochodnych z jonami niektórych metali i ich zastosowanie analityczne pod kierunkiem prof. dra hab. Lecha Przyborowskiego. W 1992 habilitowała się na podstawie rozprawy Oznaczanie leków psychotropowych i narkotycznych przeciwbólowych w osoczu krwi metodą wysokosprawnej chromatografii cieczowej. W 2000 uzyskała tytuł profesora nauk farmaceutycznych. Była specjalistką z zakresu analityki farmaceutycznej (1974). Od 1999 do 2006 pełniła funkcję prodziekana Wydziału Farmaceutycznego.
Autorka ponad 50 prac naukowych (głównie z zakresu analizy leków w materiale biologicznym oraz formach farmaceutycznych), monografii Farmakopei Polskiej V, promotor 3 prac doktorskich, recenzent 3 prac doktorskich.
Wieloletni członek Komisji Analizy Leków Komitetu Nauk o Leku PAN oraz New York Academy of Science (od 1995).